# Judith und Holofernes (Sujet)

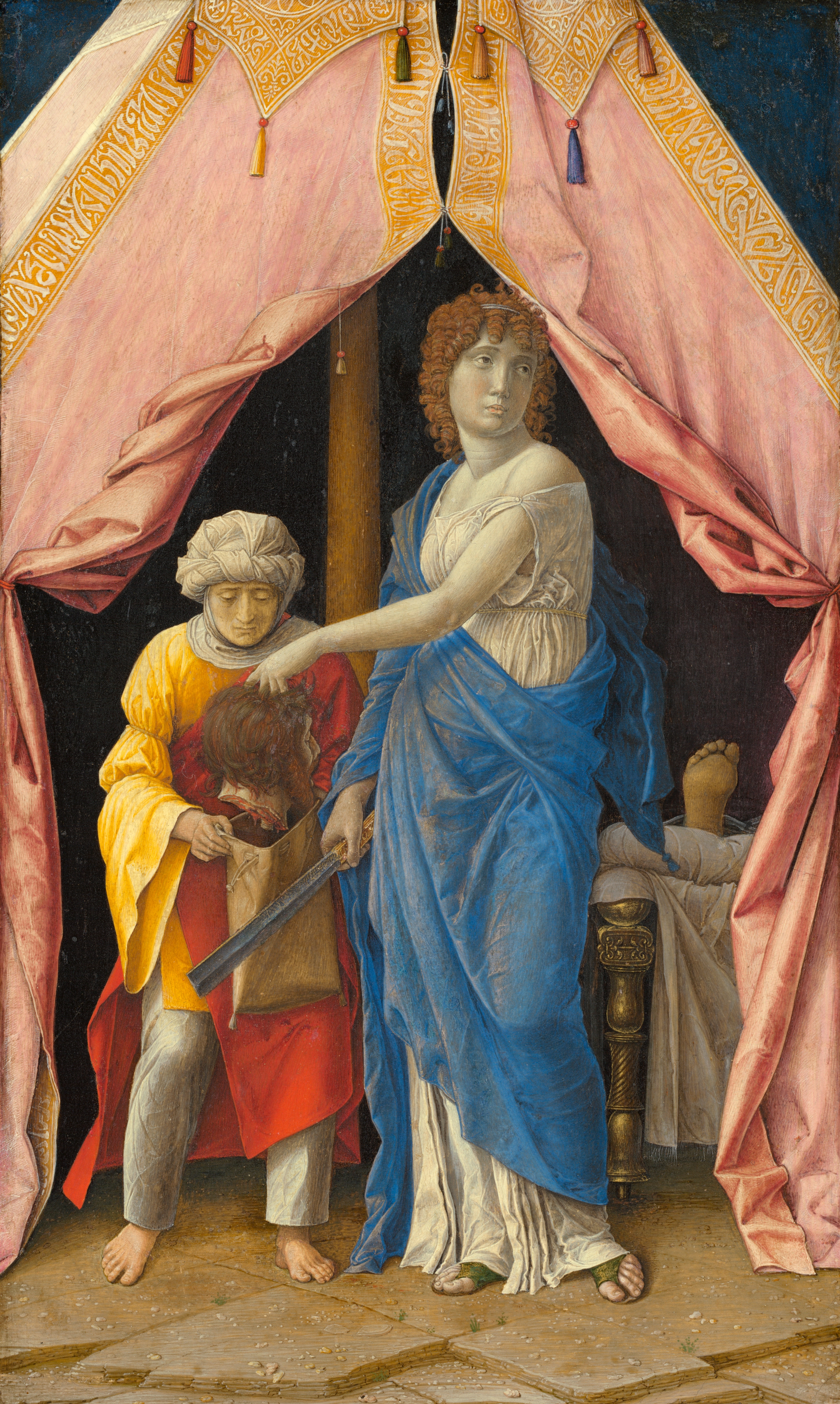
Andrea Mantegna: Judith und Holofernes, 1431

Judith und Holofernes sind Personen aus dem Buch Judit des Alten Testaments. Ihre Geschichte ist in zahlreichen Variationen in Werken der abendländischen Kunst, Musik und Literatur dargestellt worden.
Judith als Verkörperung von Mut, Entschlossenheit, aufopferungsvoller Vaterlandsliebe, verknüpft mit weiblicher Schönheit – „sie hatte eine schöne Gestalt und ein blühendes Aussehen“ (Jdt 8,7 ) – hat immer wieder die Phantasie der Künstler beflügelt. Vor allem das blutige Schauspiel der Enthauptung des Holofernes wurde zu einem häufig variierten Bildthema vom späten Mittelalter bis ins frühe 20. Jahrhundert.

## Historischer Hintergrund
Das Buch Judit ist eine Erzählung aus dem Alten Testament, in dem Ereignisse aus der Geschichte der Israeliten, die sich über einen Zeitraum von fast 400 Jahren erstrecken, zu einem Lehrbeispiel zusammengezogen sind. Über Jahrhunderte andauernde Auseinandersetzungen der Israeliten mit den antiken Großreichen der Babylonier, Assyrer und Perser sind in einer symbolträchtigen Legende zusammengefasst. Verdeutlicht werden soll, wie das Volk der Israeliten in höchster Gefahr durch Bedrohung mächtiger äußerer Feinde und schwindenden Gottvertrauens handeln muss, um Gottes Hilfe zu erfahren und wieder Vertrauen zu fassen.
Das Buch zählt nicht zum jüdischen Kanon, der Text ist aber in der Septuaginta enthalten und wird daher von katholischen und orthodoxen Christen als Teil der Bibel anerkannt. Martin Luther hat das Buch in die apokryphen Schriften seiner Bibelübersetzung aufgenommen.
Entstanden ist das in griechischer Sprache geschriebene Buch wahrscheinlich in der Spätzeit des Hellenismus.

## Judith in der Bildenden Kunst

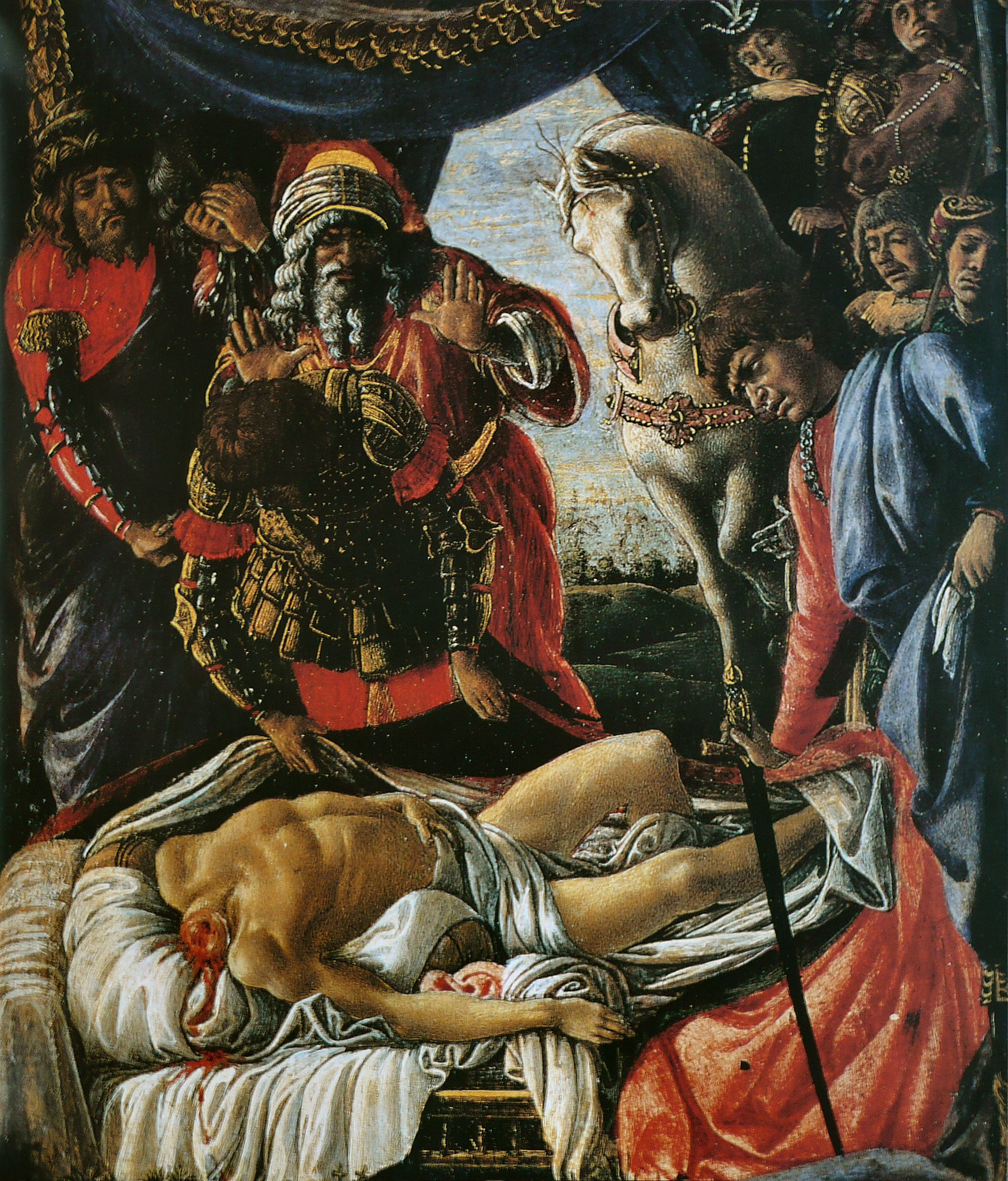
Sandro Botticelli: Die Auffindung des toten Holofernes (um 1470), Uffizien, Florenz

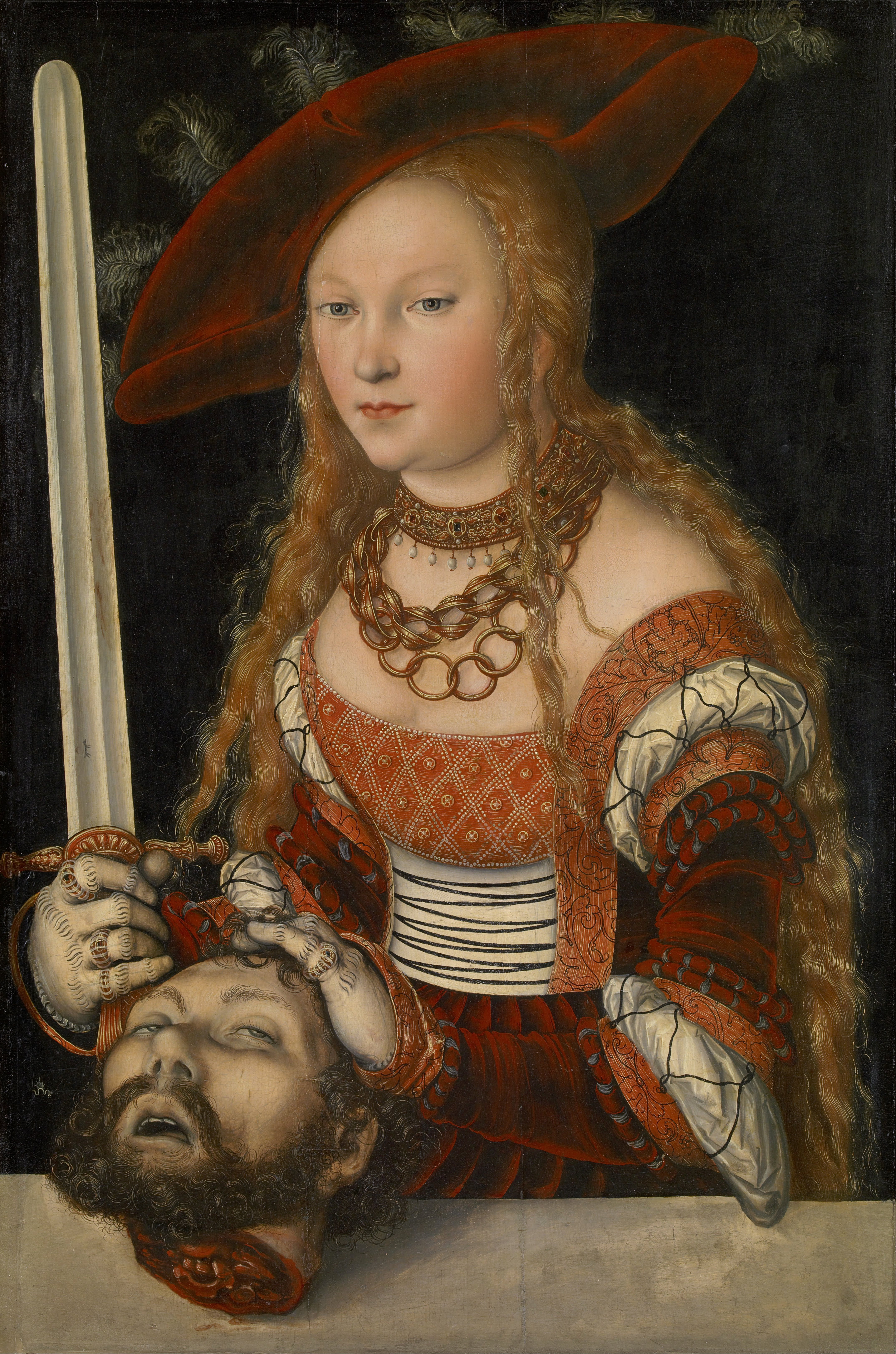
Lucas Cranach der Ältere: Judith mit dem Haupt des Holofernes, um 1530, Kunsthistorisches Museum Wien

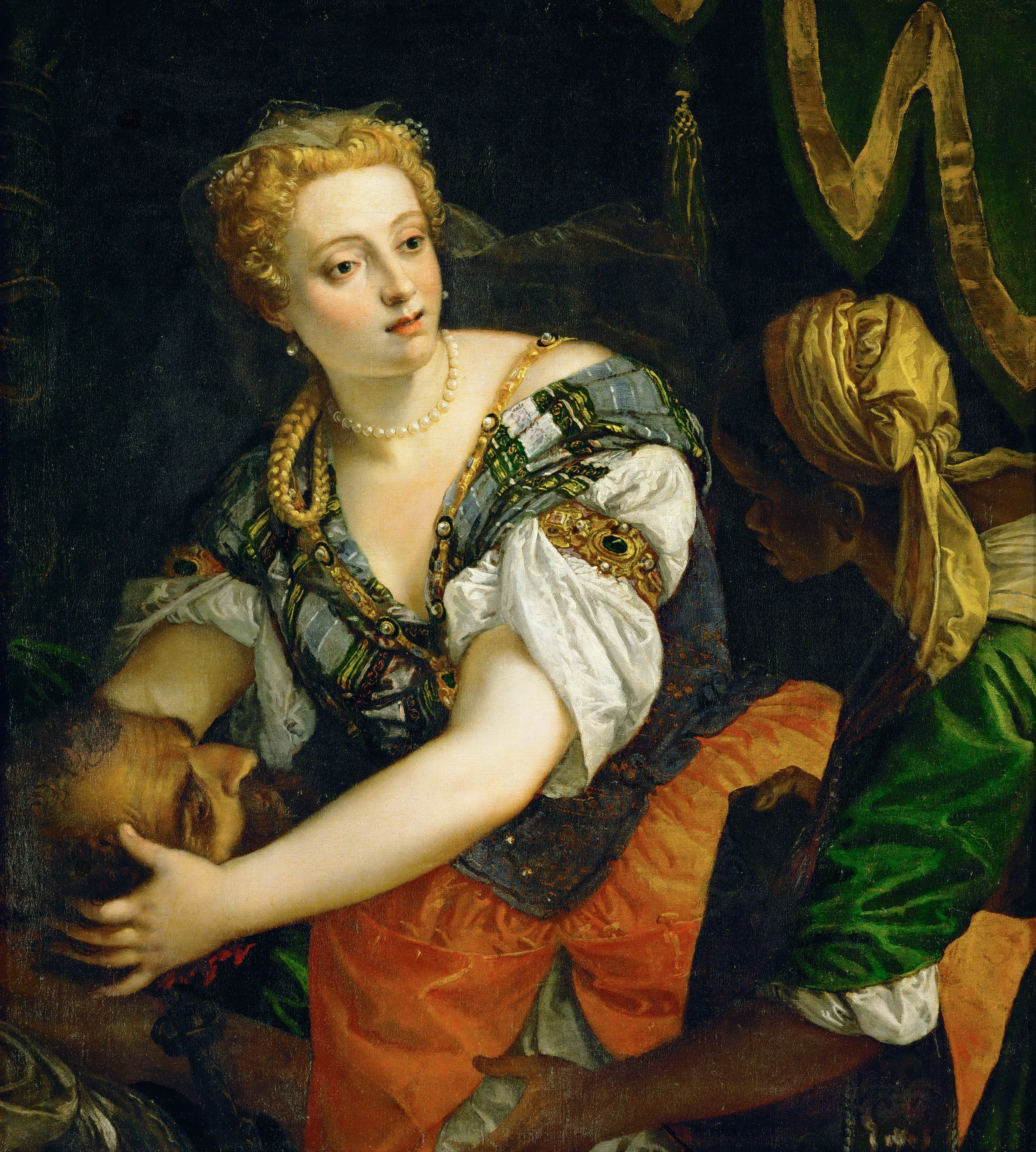
Paolo Veronese: Judith mit dem Haupt des Holofernes, um 1580, Kunsthistorisches Museum Wien

Dargestellt wird Judith als junge und schöne, reich gekleidete Frau, mit einem Schwert in der Hand, mit dem blutigen Haupt des Holofernes, seltener auch mit entblößter Brust oder nackt.
In der mittelalterlichen Typologie ist Judith die Präfiguration Marias als Überwinderin des Bösen.
In bildlichen Darstellungen der Neun Heldinnen ist sie neben Jaël und Königin Ester eine der drei Repräsentantinnen des Judentums. Vor dem Palazzo Vecchio in Florenz aufgestellt, symbolisiert sie, ebenso wie Michelangelos David, den Sieg der Republik über die Herrschaft eines Tyrannen.

### Bilder und Skulpturen (Auswahl)
- Azor Meister: Geschichte der Judith (um 1430), Buchmalerei, 11 Bilder, Königliche Bibliothek Den Haag (→Bild)
- Schedels Weltchronik: Judith (1493), Holzschnitt
- Andrea Mantegna: Judith und Holofernes (1495), The National Gallery of Art, Washington
- Donatello: Judith und Holofernes (um 1453–1457), Bronze, Palazzo Vecchio, Florenz
- Sandro Botticelli:
  - Die Auffindung des toten Holofernes (um 1470), Uffizien, Florenz
  - Die Rückkehr Judiths nach Bethulia (1472/73), Uffizien, Florenz (→Bild)
  - Judith mit dem Kopf des Holofernes (1495/50), Reichsmuseum Amsterdam (→Bild)
- Hans Burgkmaier: Judith (um 1502), Holzschnitt in der Serie Neun Helden und neun Heldinnen. Kupferstichkabinett Basel
- Giorgione: Judith (um 1504), Eremitage St. Petersburg (→Bild)
- Michelangelo: Judith und Holofernes (1509), Fresko, Sixtinische Kapelle (→Bild)
- Hans Schäufelin: Die siegreiche Verteidigung der Stadt Bethulia gegen den Feldherrn Holofernes (1515), Fresko, Nördlinger Rathaus
- Tizian:
  - Judith (1515), Privatsammlung
  - Judith mit dem Kopf des Holofernes (um 1515), Galleria Doria Pamfili, Rom (→Bild)
  - Judith mit dem Kopf des Holofernes (um 1570), Detroit Institute of Art (→Bild)
- Lucas Cranach der Ältere:
  - Judith mit zwei Begleiterinnen (1525), Sammlung Rau, Remagen
  - Judith mit dem Haupt des Holofernes (um 1530), Kunsthistorisches Museum, Wien
  - Judith (1. Drittel des 16. Jahrhunderts), Staatsgalerie Stuttgart (→Bild)
  - Judith mit dem Haupt des Holofernes (um 1530), Jagdschloss Grunewald (→Bild)
- Conrat Meit: Judith mit dem Haupt des Holofernes (um 1525), Alabaster, Bayerisches Nationalmuseum, München
- Jacopo Tintoretto: Judith und Holofernes (um 1550), Prado in Madrid (→Bild)
- Cristofano Allori:
  - Judith mit dem Haupt des Holofernes (um 1610), Palazzo Pitti in Florenz (→Bild)
  - Judith mit dem Haupt des Holofernes (um 1610), Gemäldegalerie Berlin (→Bild)
- Paolo Veronese
  - Judith mit dem Kopf des Holofernes (um 1580), Kunsthistorisches Museum Wien
  - Judith und Holofernes (1582), Palazzo Rossi, Genua
- Jacopo Palma der Jüngere: Judith und Holofernes (1590–1600), Louvre in Paris; Weserrenaissance-Museum Schloss Brake (→Bild)
- Fede Galizia: Judith mit dem Kopf des Holofernes (1596–1601), Galleria Borghese in Rom, Ringling Museum of Art in Sarasota und Privatsammlung in Mailand (→Bild)
- Michelangelo Merisi da Caravaggio: Judith und Holofernes (1598–1599), Galleria Nazionale di Arte Antica, Rom (→Bild)
- Artemisia Gentileschi:
  - Judith und Holofernes (1612/1621), Uffizien, Florenz (→Bild)
  - Judith mit dem Haupt des Holofernes (1612/13), Palazzo Pitti in Florenz (→Bild)
  - Judith tötet Holofernes (nach 1612), Museo di Capodimonte, Neapel
- Carlo Saraceni: Judith mit dem Kopf des Holofernes (1615/1620) (→Bild)
- Peter Paul Rubens: Judith mit dem Haupt des Holofernes (um 1616), Herzog Anton Ulrich-Museum, Braunschweig (→Bild)
- Simon Vouet:
  - Judith mit dem Haupt des Holofernes (um 1617/18), Bayerische Staatsgemäldesammlungen, München
  - Judith mit dem Haupt des Holofernes, Kunsthistorisches Museum Wien
- Johann Liss: Judith im Zelt des Holofernes(1622), Kunsthistorisches Museum Wien (→Bild)
- Guido Reni: Judith mit dem Haupt des Holofernes (vor 1623), Privatsammlung
- Rembrandt van Rijn
  - Judith am Bankett des Holofernes (1634), Prado in Madrid
  - Judith enthauptet Holofernes (um 1653), Federzeichnung, Museo Capo die Monte, Neapel

- Pietro della Vecchia:
  - Judith mit dem Kopf des Holofernes (zirka 1635–1650), Minneapolis Institute of Art (MIA)[2]
  - Judith mit dem Haupt des Holofernes (zirka 1640er – frühe 1650er), Alte Gallererie, Schloss Eggenberg[3]

- Elisabetta Sirani: Judith mit dem Haupt des Holofernes (1658), Burgleigh House (→Bild)
- Francesco Maffei: Judith mit dem Haupt des Holofernes (1650–1660), Pinacoteca Comunale, Faenza
- Johann Bockhorst: Judith und Holofernes (um 1660), Stadtmuseum Münster
- Johann Spillenberger: Judith mit dem Haupt des Holofernes, Privatbesitz Regensburg, 99 × 75 cm, Öl auf Leinwand[4]
- Philip van Dijk: Judith mit dem Kopf des Holofernes (1726), Mauritshuis Den Haag (→Bild)
- Francesco Solimena: Der Triumph der Judith (um 1730) Kunsthistorisches Museum Wien (→Bild)
- Francisco de Goya: Judith und Holofernes (1819/23), Prado in Madrid (→Bild)
- August Riedel: Judith (1840), Neue Pinakothek, München
- Hugo von Habermann: Judith im Zelt des Holofernes (1873)
- Gustav Klimt:
  - Judith I (1901), Belvedere, Wien
  - Judith II (1909), Galleria Nazionale d’Arte Moderna, Rom
- Lovis Corinth: Das Buch Judith. (1910), Farblithographien, 22 Blätter, Von der Heydt-Museum, Wuppertal (→Bild)
- Koloman Moser: Judith und Holofernes (1916), Leopold Museum, Wien (→Bild)
- Franz von Stuck: Judith und Holofernes (1927), Sammlung Otto Heilmann, München
- Arturo Martini: Judith und Holofernes (1932/33), Steinskulptur, Kröller-Müller-Museum, Otterlo (→Bild)
- Max Ernst: Le lit d’Holopherne (1961), Max Ernst Museum Brühl. (→Bild)

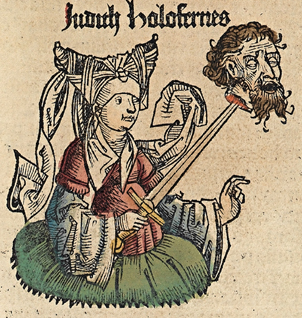
Schedels Weltchronik, 1493
Conrat Meit: Judith mit dem Haupt des Holofernes, um 1525 (Alabaster)
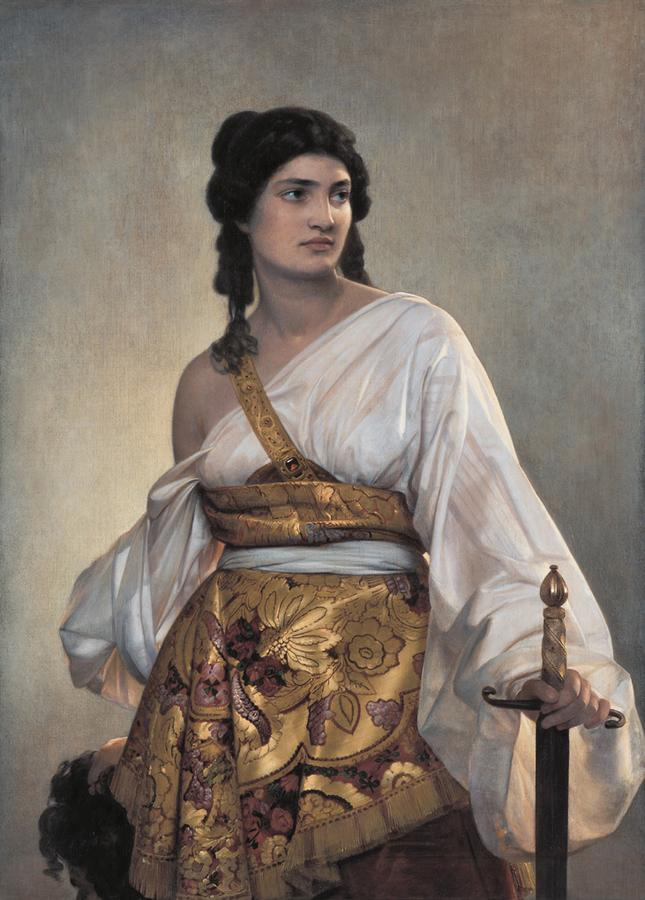
August Riedel: Judith, 1840
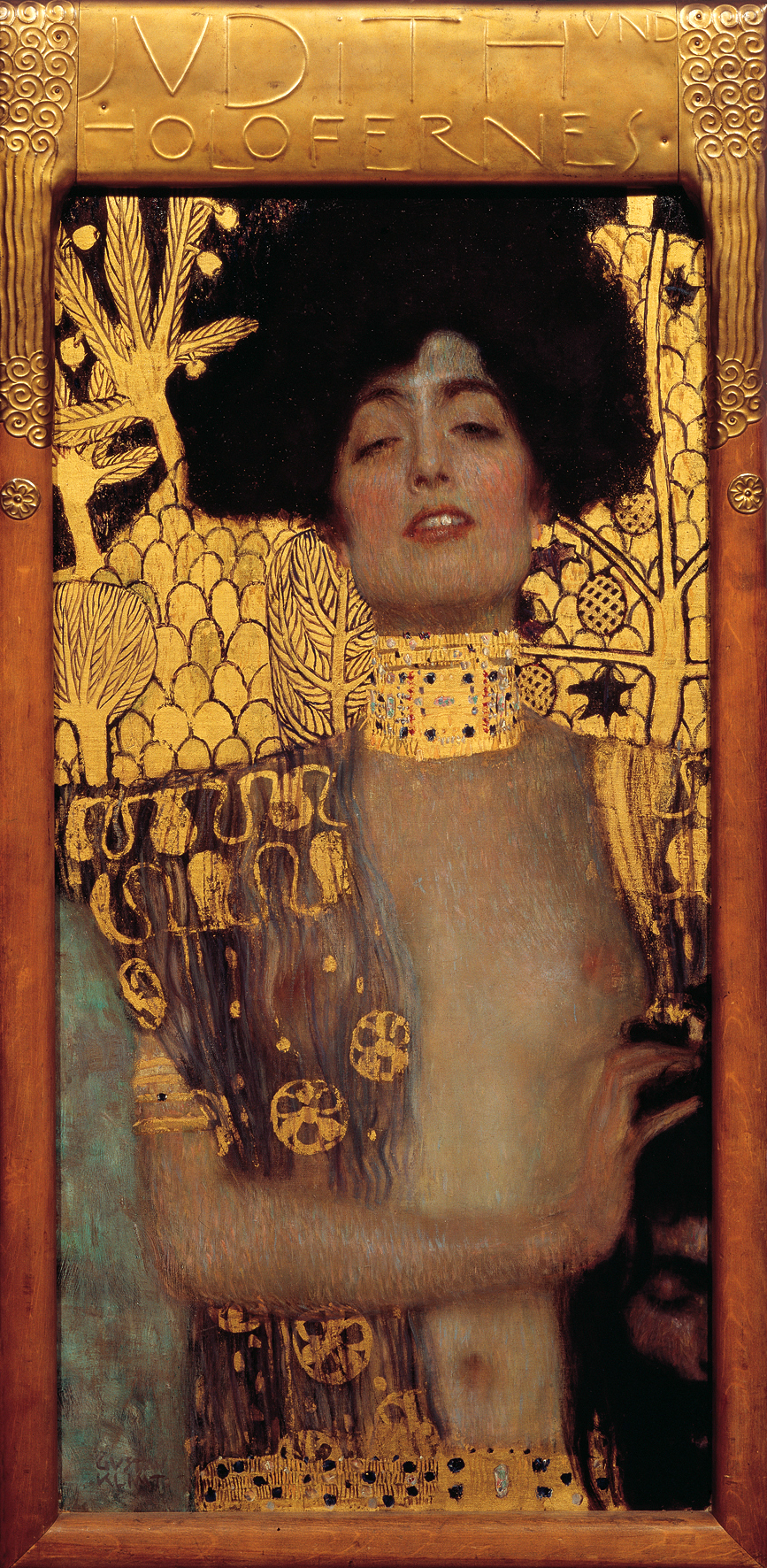
Gustav Klimt: Judith I, 1901
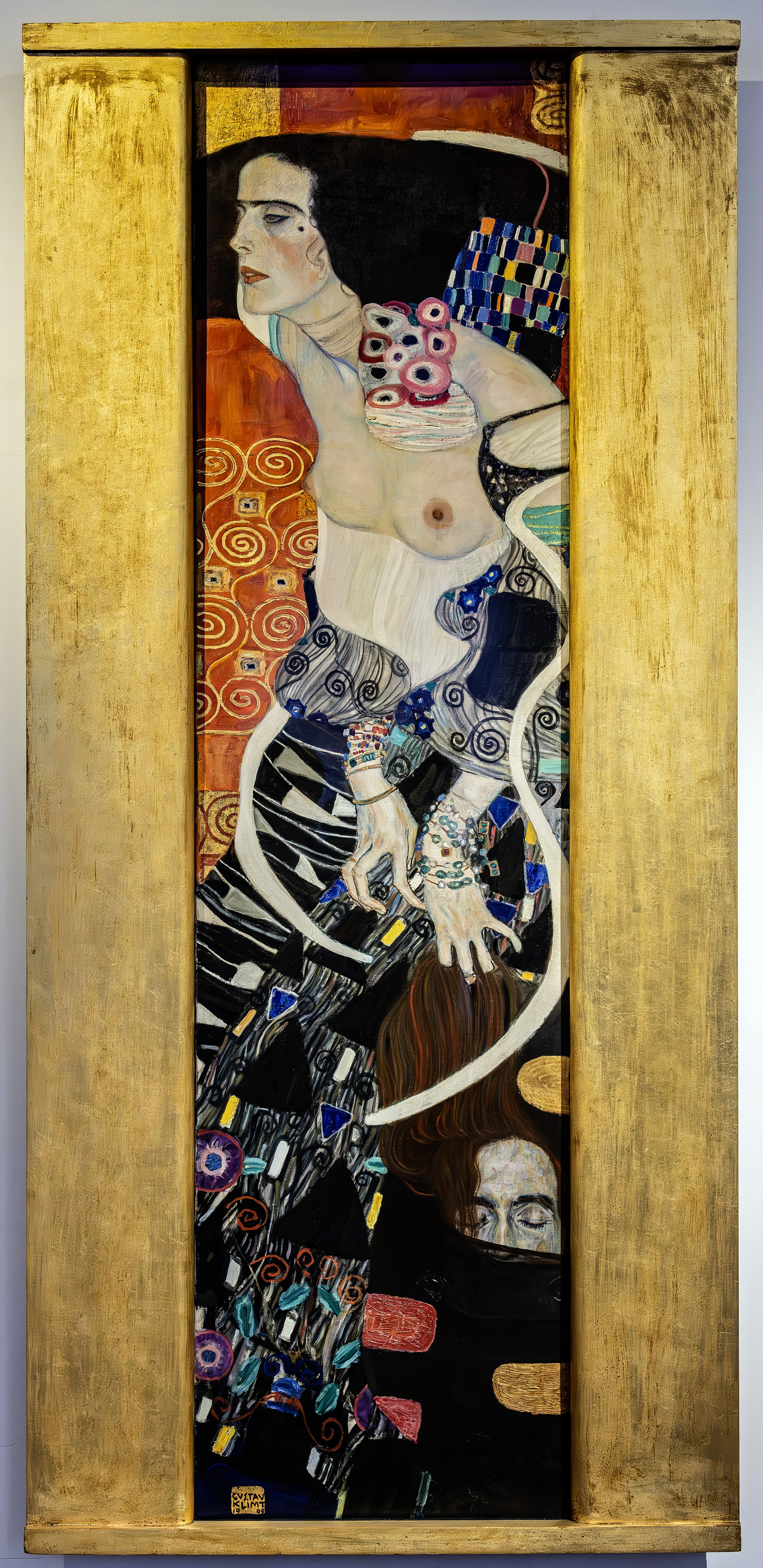
Gustav Klimt: Judith II, 1909

## Judith in der Literatur (Auswahl)
- Hans Sachs: Judith, die messig, Ballade, 1531, (Digitalisat)
- Joachim Greff: Tragedia des Buchs Judith inn Deudsche Reim. Wittenberg 1536 (Digitalisat der HAAB Weimar)
- Martin Luther: Vorrede auf das Buch Judith, 1534, in: Manfred Vorkamm (Hrsg.): Luthers Vorreden zu Bibel, Frankfurt 1883 (zeno.org)
- Sixtus Birck: Judith, 1539 (zeno.org)
- Jörg Wickram: Der trunkene Holofernes, 1539
- Samuel Hebel: Ein Spil von der Belegerung der Stadt Bethulia, 1566
- Cornelius Schonaeus: Juditha, 1592
- Martin Behm: Tragicomedia. Ein schön teutsch Spiel von Holoferne und der Judith, Wittenberg 1618
- Martin Opitz: Judith, 1635
- Claude Boyer: Judith. Tragédie en 5 actes, Paris 1718 (Digitalisat, PDF)
- Paul Duhamel: Béthule delivrée. Tragédie, Paris 1772
- Anonym. Judith und Holofernes. Ein Drama in 5 Akten, Zerbst 1818
- Friedrich Hebbel: Judith, 1840
- Johann Nestroy: Judith und Holofernes, 1849
- Jean Giraudoux: Judith, Paris 1931
- Friedrich Dürrenmatt: Achterloo. Eine Komödie. Zürich 1983
- Friedrich Dürrenmatt: Rollenspiele. Charlotte Kerr: Protokoll einer fiktiven Inszenierung. [F. D.:] Assoziationen mit einem dicken Filzstift. Zwischenwort. Achterloo III. Zürich 1986
- Howard Barker: Judith: A Parting from the Body, 1992
- Meir Shalev: Judiths Liebe, 1994
- Walter Laufenberg: Die Sünderin. Wien 1683, München 2018

## Opern und Oratorien (Auswahl)

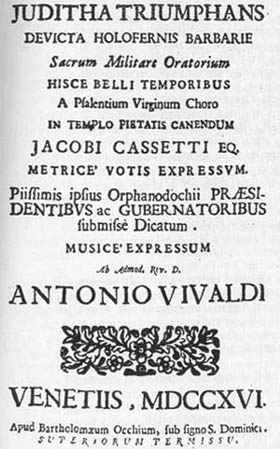
Titelblatt zu Vivaldis Juditha triumphans, Venedig 1716

- Alessandro Scarlatti: La Giuditta. Oratorio en dos partes. (1695)
- Georg Caspar Schürmann: L’Amor insanguinato oder Holofernes. Libretto Joachim Beccau (1716).
- Antonio Vivaldi: Juditha triumphans devicta Holofernis barbarie. Oratorium (1716)
- Francisco de Almeida: La Giuditta. Oratorium (1726)
- Pietro Metastasio: La Betulia liberata. Oratorienlibretto, das von ungefähr 50 Komponisten vertont wurde (1734).
- Wolfgang Amadeus Mozart: La Betulia liberata. Oratorium nach dem Libretto von Metastasio. K. 118 (74c) (1771)
- Alexander Nikolajewitsch Serow: Judith. Oper (1863–1865)
- Emil Nikolaus von Reznicek: Holofernes. Oper (1923)
- Arthur Honegger: Judith / Cantique De Paques. (1925)
- Eugène Aynsley Goossens: Judith. Oper in einem Akt. Libretto von Arnold Bennett (1927)
- Siegfried Matthus: Judith. Oper nach dem gleichnamigen Drama von Friedrich Hebbel und Texten aus Büchern des Alten Testaments. (1979)

### Textvertonung
- Spem in alium, Motette von Thomas Tallis (um 1570)

## Popmusik
- Judith Holofernes ist der Künstlername von Judith Holfelder-Roy, Leadsängerin der Pop-Rock-Gruppe Wir sind Helden.

## Film
- Judith of Bethulia, Regie David Wark Griffith, (1914)
- Giuditta e Oloferne, Regie Baldassarre Negroni, Stummfilm (1929)
- Judith – Das Schwert der Rache, Regie Fernando Cerchio (1958)